# Karol Lipowczan
Karol Lipowczan (ur. 28 października 1896 w Ustroniu, zm. 1945 w Gross Rosen) – polski działacz spółdzielczy na Śląsku Cieszyńskim. Od 1920 do 1940 księgowy Spółdzielni Spożywców w Ustroniu, którą współtworzył. Animator życia kulturalnego, krajoznawca, ofiara niemieckiego obozu koncentracyjnego.
Jeden z pionierów polskiego ruchu spółdzielczego. Propagator czytelnictwa, organizator ruchu turystycznego i krajoznawczego. Działacz Oddziału Polskiego Towarzystwa Tatrzańskiego w Cieszynie, organizator zawodów i imprez narciarskich na terenie Ustronia.
W 1940 zwolniony z pracy. Ze względu na znajomość języka niemieckiego otrzymał zatrudnienie w rozdzielni towarowej, zajmującej się m.in. ściąganiem kontyngentów rolniczych. Utrzymywał jednocześnie kontakt z ruchem oporu i organizował dla niego pomoc żywnościową.
10 maja 1944 został aresztowany, był więziony w Cieszynie, a potem w Mysłowicach. Trafił do obozu koncentracyjnego Gross Rosen, zginął podczas ewakuacji obozu w 1945.